# Saduria sibirica
Saduria sibirica är en kräftdjursart som först beskrevs av J. Birula 1896.  Saduria sibirica ingår i släktet Saduria och familjen Chaetiliidae.
Artens utbredningsområde är Östsibiriska havet. Inga underarter finns listade i Catalogue of Life.